# Sithonius Lacus
Sithonius Lacus  è una caratteristica di albedo della superficie di Marte.